# علم الأجنة

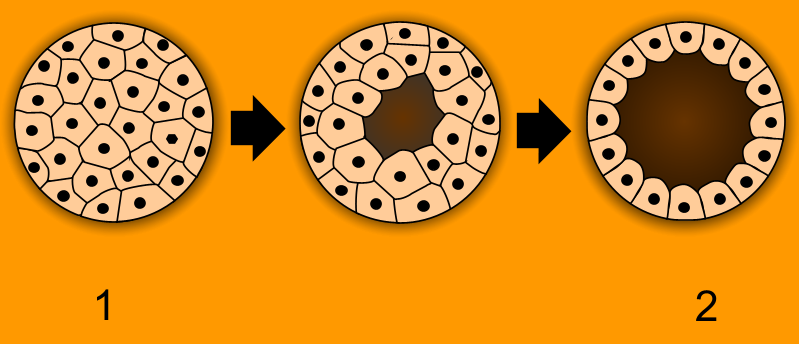
مرحلة التوتية، والأريمة

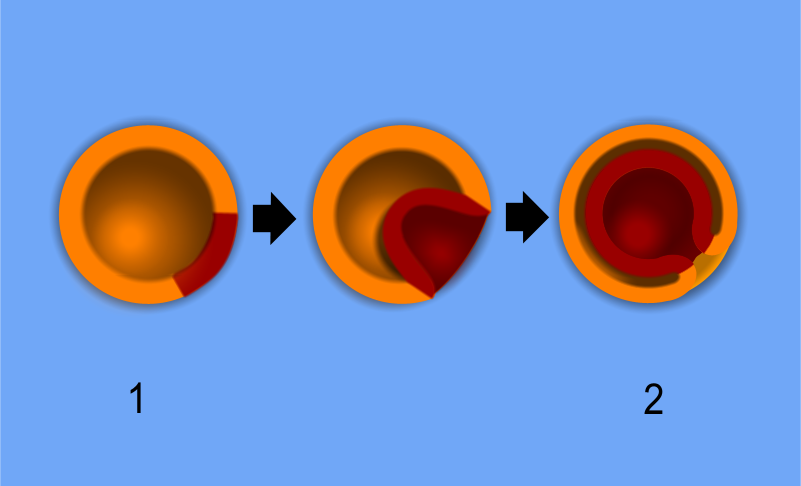
1- الأريمة، 2- المعيدية مع مسم الأريمة (برتقالي)، 3- أديم ظاهر (أحمر)، أديم باطن

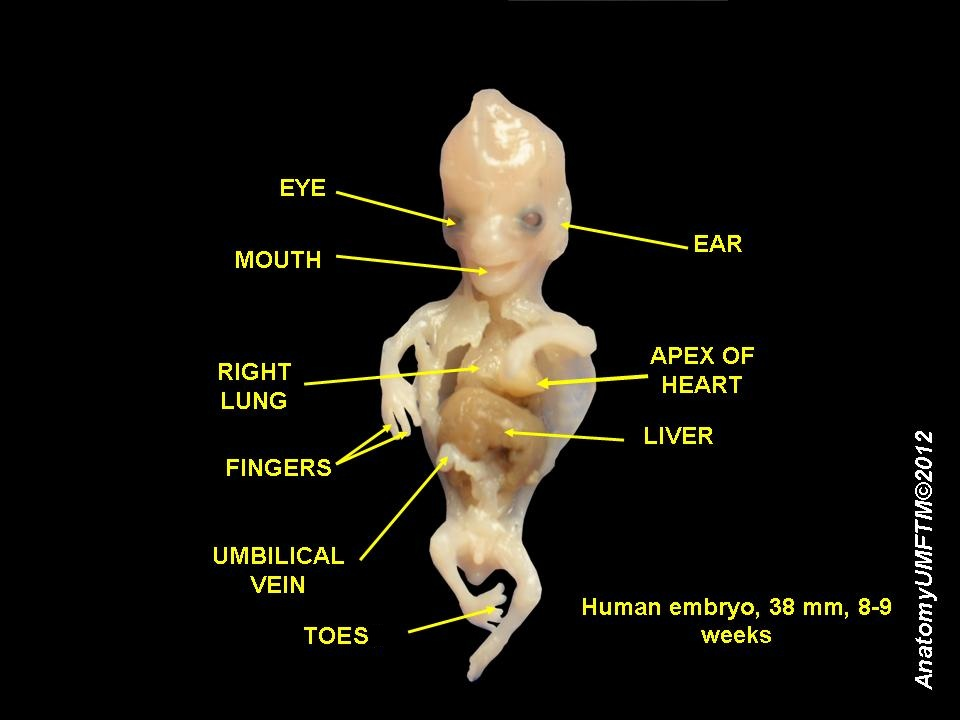
تشريح جنين إنساني، 38 مللي، 8 اسابيع

علم الأجنة أو المُضْغِيَّات (بالإنجليزية: Embryology) هو دراسة تنامي الجنين وتشكُّل أعضائه والآليات التي تتضمن عملية تناميه وتطوره. الجنين يكون موجوداً ضمن أغلفة حامية في بيضة أو ضمن الرحم. تنتهي الفترة الجنينية بالتفقيس (بالإنجليزية: metamorphosis) أو الولادة. أحياناً يتوسع ليصبح علماً مقارناً يقارن التطور الجنيني عند الفصائل الحيوانية المختلفة أو التأشير الخلوي أثناء عملية تنامي الاجنة. ويُسمى العالم بها المُضغِيَّاتي.

## النماء الجنيني في الحيوانات
بعد مرحلة الانقسام تصبح الخلايا المنقسمة أو الخلايا التوتية عبارة عن كرة مجوفة أو أريمة

### الحيوانات ثنائية التناظر
في الحيوانات ثنائية التناظر تنشأ الأريمة بإحدى طريقتين تقسم المملكة الحيوانية إلى نصفين: (انظر الأصول الجنينية من الفم والشرج). ففي الأريمة إذا أصبح أول مسم هو الفم فإن الحيوان يصبح من أوليات الفم، وإذا أصبح أول مسم هو الشرج فإنه يصبح من ثانويات الفم، وأوليات الفم تحوى كل الحيوانات اللافقارية مثل الحشرات والديدان والرخويات، بينما تحوي ثانويات الفم الفقاريات. وفي لحظة معينة تتغير الأريمة إلى تركيبة أكثر تمايزاً تعرف بالمعيدة.
المعيدة مع مسم الأريمة سرعان ما يتطورا إلى طبقات متميزة من الخلايا (طبقة التبرعم) والتي ينشأ منها فيما بعد كل أعضاء وأنسجة الجسم:
- أديم باطن: يصبح فيما بعد الجهاز الهضمي، الخياشيم، الرئتين، المثانة، والكليتين.
- أديم متوسط: يصبح فيما بعد العضلات، الهيكل العظمي
- أديم ظاهر: يصبح فيما بعد الجهاز العصبي، ويشمل المخ، والجلد والشعر

وتظهر الأجنة في الفصائل المختلفة قريبة الشكل من بعضها في المراحل الأولى من النماء، والسبب في هذا التشابه أن الفصائل تشترك مع بعضها في نفس التاريخ النشوئي، وهذه التشابهات بين الفصائل تعرف بالتنادد وهي تراكيب لها نفس الوظيفة أو وظيفة مشابهة، ونشأت من نفس المصدر.

### الإنسان

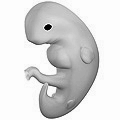
جنين عمره 6 أسابيع بعد الإخصاب، الطول من الرأس للعجز 0.5 سم

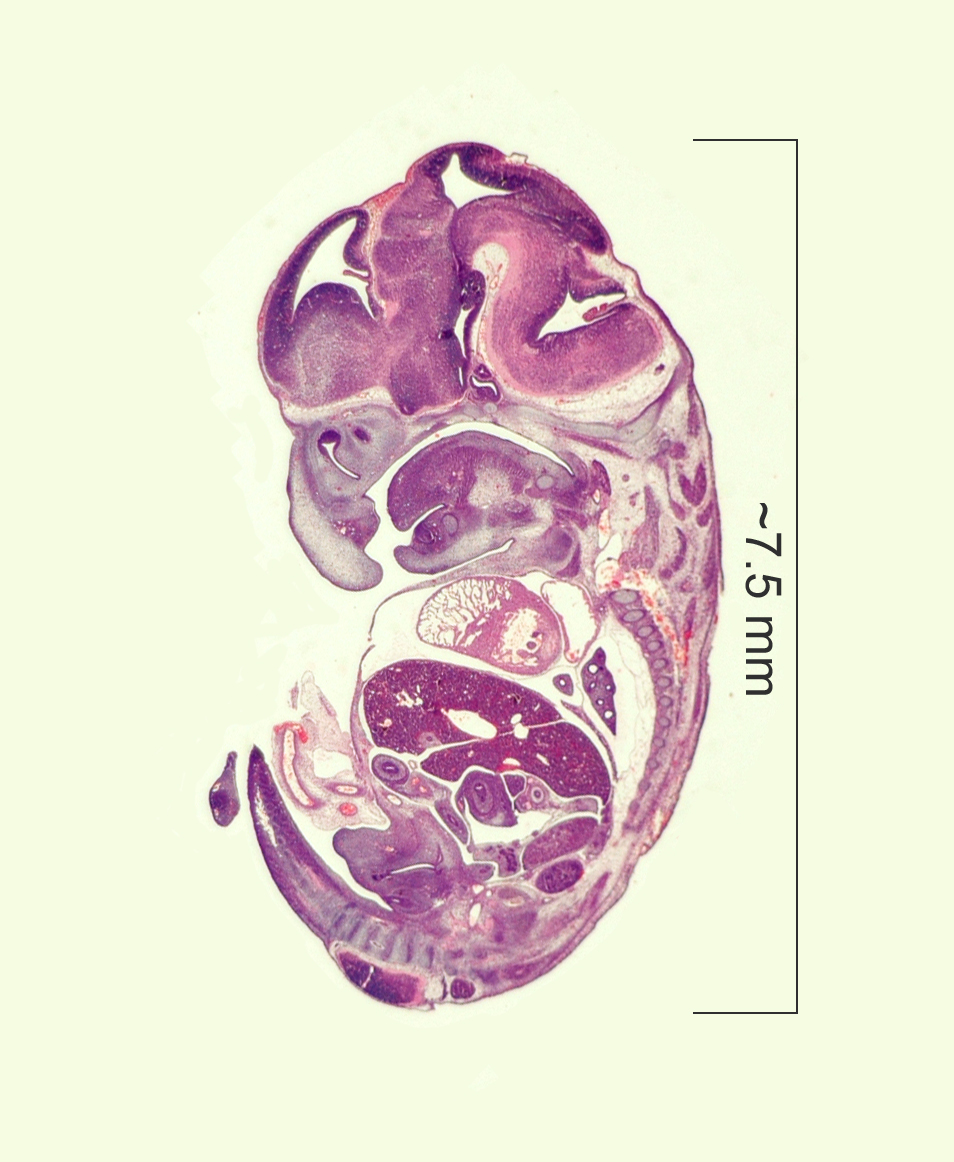
جنين فأر عمره 10 أيام

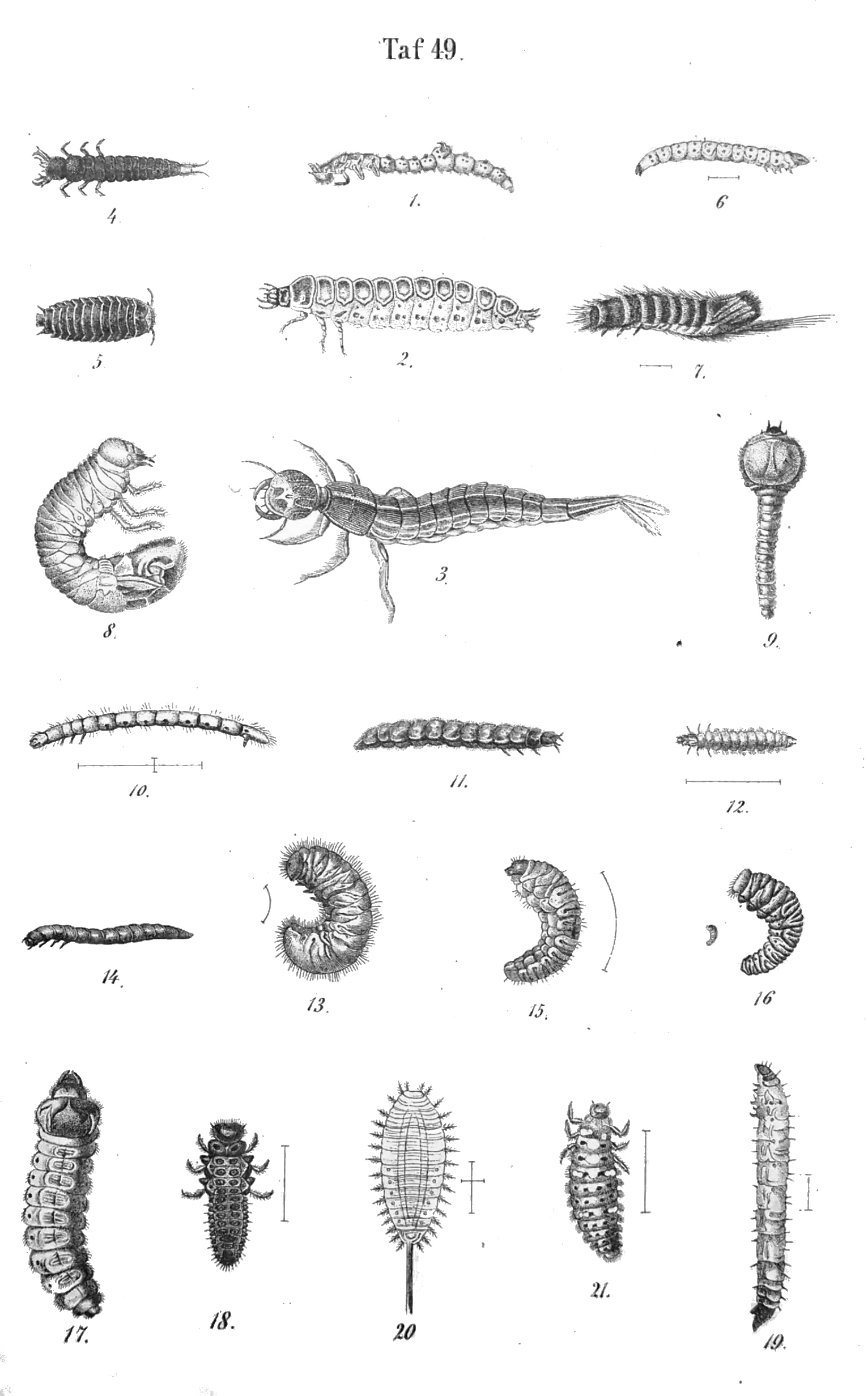
يرقة خنفساء

الإنسان ينتمي لفصيلة ثنائيات التناظر وثانويات الفم، فالشرج يتكون أولاً. وفي الإنسان كلمة ماقبل الجنين embryo تطلق على كرة من الخلايا المنقسمة منذ أن تزرع البويضة الملقحة في جدار الرحم وحتى نهاية الأسبوع الثامن من الإخصاب. أما ما بعد ذلك وحتى الولادة فيطلق عليه جنين fetus.

## تاريخ علم الجنين
يعتبر أرسطو المؤسس الأول لعلم الجنين عندما قال أن "الجنين ينشأ من دم الحيض عندما ينشطه الحيوان المنوي"، فيما عرف فيما بعد بنظرية التخلق المتوالي Epigenesis، والتي بعبارة أخرى تقول أن هناك شكل من أشكال الحيوان يظهر بالتدريج من بويضة لا شكل لها. ثم بعد ذلك جاء ويليام هارفي في القرن السادس عشر ليقول أن الأجنة تفرزها الأرحام. وفي القرن السابع عشر استطاع هام وأنطوني فان ليفينهوك من أن يطورا ميكروسكوباً ويريا الحيوان المنوي لأول مرة، على أنهما تصورا أن الجنين يوجد كاملاً في رأس الحيوان المنوي فيما يعرف بنظرية التكون المسبق preformation التي تقول بأن الحيوان المنوي يحوي صورة مصغرة للجنين كاملاً في رأسه وكل ما عليه أن يزداد في الحجم فقط أثناء عملية النماء. وقد سادت هذه النظرية حتى القرن الثامن عشر. وهي نظرية منافسة لنظرية التخلق المتوالي التي تحدث بها أرسطو قبل ذلك بألفي عام. على أية حال فمع اختراع ميكروسكوب متطوراً استطاع العلماء رؤية مراحل تطور الجنين، وبالتالي حلت نظرية التخلق المتوالي محل نظرية التكون المسبق. ثم جاء بعد ذلك في القرن الثامن عشر الطبيب الألماني كاسبر وولف Caspar Wolff فقال أن التطور يحدث بالنمو والتفاضل.
وقد ساهم في دراسة تشريح الأجنة كثير من الإيطاليين من أمثال: أوليسي ألدروفاندي، أرانزيو، ليوناردو دا فينشي، مارتشيلو مالبيكي، غابرييلي فالوبيو، جيرولامو كاردانو، إيميليو ياروسانو، فورتونيو ليسيتي، ستيفانو لورنزيني، سبالانزاني، إنريكو سولتوري، مورو ريسكوني،

### بعد عام 1827

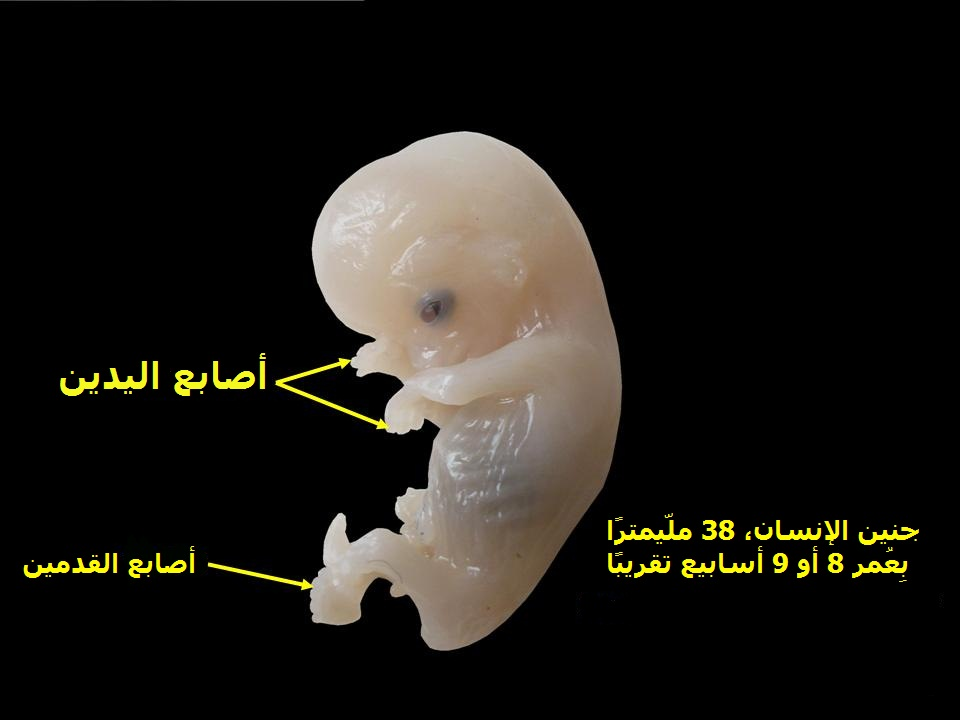
جنين إنساني عمره 8- 9 أسابيع

اقترح العالمان كارل إرنست فون باير وهانز كريستيان باندر نظرية نماء طبقة التبرعم. وقد اكتشف فون باير البويضة عام 1827م أي بعد مائة عام تقريباً من اكتشاف الحيوان المنوي. ومن بين علماء الأجنة الحديثين: تشارلز داروين، إرنست هيكل، جون هالدين، وجوزيف نيدام. ومن المساهمين المهمين: أوغست وايزمان، جافين دي بير، إرنست إيفرت جست، وإدوارد لويس.

### بعد عام 1950
بعد الخمسينات واكتشاف التركيب اللولبي للحمض النووي والمعرفة المتزايدة في مجال علم الأحياء الجزيئي فقد ظهر علم الأحياء النمائي كمجال دراسة يحاول أن يربط الجينات بالتغيرات الشكلية، وبالتالي يحاول أن يحدد أي جين مسئول عن أي تغير شكلي
يحدث في الجنين، وكيف تنتظم هذه الجينات.

## الجنين الفقاري واللافقاري
كثير من مبادئ علم الجنين ينطبق على كل من الفقاريات واللافقاريات.، وبالتالي فإن دراسة علم الأجنة اللافقارية قد تقدم على دراسة علم الأجنة الفقارية، على أنه يوجد بعض الاختلافات أيضاً، بعض اللافقاريات تطلق يرقة قبل أن يكتمل النماء، وبنهاية مرحلة اليرقة يكون الحيوان أشبه ما يكون بأبيه أو أمه.

## أبحاث علم الجنين الحديثة
أصبح علم الجنين في الآونة الأخيرة مجال بحثي مهم لدراسة التحكم الجيني في عملية التطور، على سبيل المثال: التخلق الجنيني، علاقته بتأشير الخلية، وأهميته في دراسة أمراض معينة والطفرات، ودراسة الخلايا الجذعية.

## قراءات أخرى
- Scott F. Gilbert. Developmental Biology. Sinauer, 2003. ISBN 0-87893-258-5.
- Lewis Wolpert. Principles of Development. Oxford University Press, 2006. ISBN 0-19-927536-X.

## وصلات خارجية
- Embryo Research UK philosophy and ethics website discussing the ethics of embryology
- Human embryo research Canadian website covering the ethics of human embryo research
- Indiana University's Human Embryology Animations
- What is a human admixed embryo? نسخة محفوظة 25 فبراير 2012 على موقع واي باك مشين.
- UNSW Embryology Large resource of information and media
- Definition of embryo according to Webster نسخة محفوظة 30 يناير 2010 على موقع واي باك مشين.